# Cardamine californica
Cardamine californica (synoniem: Dentaria californica) is een plant uit de kruisbloemenfamilie (Cruciferae oftewel Brassicaceae).
De soort komt van nature voor in Californië en Mexico (Baja California), waar deze op beschaduwde hellingen in de winter en de vroege lente een algemene plant is. In het Engels noemen de bewoners de soort 'milkmaids'.
De kruidachtige plant wordt circa 30 cm hoog. De bloemen hebben een doorsnede van ongeveer 1 cm en groeien in een pluim.

## Referenties

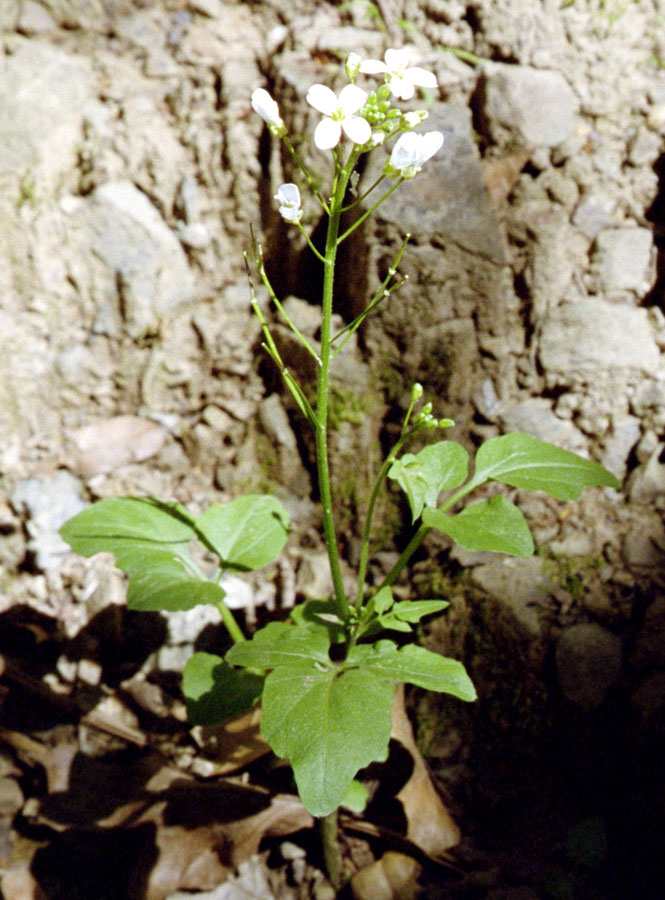